# Rafael Hertzberg
Rafael Hertzberg (även Rafaël Hertzberg), född 18 september 1845 i Åbo, död 5 december 1896 i Helsingfors, var en finlandssvensk författare, översättare, historiker, affärsman, uppfinnare och publicist. Idag är han kanske främst ihågkommen för att ha skrivit orden till julvisan Julpolska ("Nu ha vi ljus här i vårt hus ...").

## Biografi
Rafael Hertzberg studerade vid Kejserliga Alexandersuniversitetet i Helsingfors, där han avlade filosofie licentiatexamen 1889 på avhandlingen Vidskepelsen i Finland på 1600-talet. Han medarbetade som litteratur-, teater- och konstkritiker i Helsingfors Dagblad från slutet av 1860-talet (1875–1888 som tidningens kulturredaktör) och senare även i Hufvudstadsbladet. Han deltog periodvis i samhällsdebatten och var bland annat den första som offentligt förespråkade kvinnlig rösträtt i Finland. Han verkade även för förbättringar av de finländska judarnas situation.
Hertzberg debuterade 1870 med översättningsverket Från Saimens och Päijänes stränder och gav ut ett sextiotal böcker, med allt från översättningar av finsk folkdiktning till egen lyrik, kulturhistoriska översikter, barnböcker (illustrerade av bland andra Helene Schjerfbeck, Jenny Nyström, John Bauer och Elsa Beskow; Ur lifvets vår från 1875, med illustrationer av Rudolf Waldemar Åkerblom, anses vara den första bilderboken som producerats i Finland) och underhållningslitteratur (det senare i regel under olika pseudonymer – ”Jung Junior”, ”Lucianus”, ”Onkel Tommi”, ”Qvasimodo”, ”Sphinx” med flera). Han var redaktör för tidskrifterna Sylvia: sagor, sånger och skildringar för barn och ungdom och Framtid: fria häften för frågor rörande qvinnans deltagande i kulturarbetet, samt för den första finlandssvenska lyrikantologin, Ur Finlands sång (1880). År 2004 utgavs hans Helsingfors för 300 år sedan och i våra dagar i finsk översättning (Helsinki herra Hertzbergin silmin). Han skrev även pjäser, däribland dramatiseringar av Johan Ludvig Runebergs dikter Vårt land, Landshöfdingen och Bröderna, samt librettot till Jean Sibelius enda opera, Jungfrun i tornet (JS 101, 1896).
År 1884 gav Hertzberg ut en tidig ”fri” översättning av det finska nationaleposet Kalevala, som han också bearbetade i en barn- och ungdomsversion. Som översättare ägnade han sig inledningsvis åt traditionell finsk folklyrik men över tid kom han att inrikta sig på samtida realistisk litteratur, och översatte bland andra Minna Canth och Juhani Aho. Han gjorde även fria bearbetningar av Rolandssången, italienska folkvisor och Henry Morton Stanleys afrikanska reseskildringar och utförde den första svenska översättningen av Henrik Ibsens Ett dockhem (1880). Hertzbergs översättning av den tyska barnboken "Weihnachtszauber" ("Julgubben och tomtarne", 1881) anses ligga bakom att man i stora delar av Svenskfinland säger "julgubben" i stället för "jultomten".  
På 1890-talet var Hertzberg även verksam som finländsk agent för utländska livförsäkringsbolag samt som uppfinnare: bland annat konstruerade han en skrivmaskin ("Sampo") som tillverkades av Husqvarna 1894–1895 som den första i Sverige, en spottkopp anpassad för att förhindra spridningen av tuberkulos, en myntväxlingsapparat ("Likvidator") och en cigarettmaskin ("Fulmen").

### Översättningar (urval)
- Från Saimens och Päijänes stränder: en samling öfwersättningar och bearbetningar efter finskan (Edlund, 1870)
- Finska toner: ny samling öfversättningar och bearbetningar efter finskan (Eget förlag, 1871)
- Finska toner: en samling öfversättningar och bearbetningar efter finskan (Bonnier, 1873)
- Yrjö Koskinen: Finlands historia från den äldsta tiden intill våra dagar (Holm, 1874)
- Julius Krohn: Berättelser ur finska historien (Holm, 1874)
- Finska folksagor (berättade af Rafaël Hertzberg) (Frenckell, 1880)
- Pietari Päivärinta: Bilder ur lifvet: noveller (Bonnier, 1883-1884)
- Kalevala (fri öfversättning) (Edlund, 1884)
- Juho Reijonen: Noveller (Söderström, 1885)
- Minna Canth: Lifsbilder från finska hem (Edlund, 1886)
- Kalevipoeg: esternas hjälteepos (översatt tillsammans med Helmer Winter) (Bokvännen, 1963)